# Trasposizione (logica)
Nella logica proposizionale, la trasposizione è una regola di sostituzione valida che permette di scambiare l'antecedente con il conseguente di un enunciato condizionale in una dimostrazione logica quando entrambi sono negati. È l'inferenza che muove dalla verità di "A implica B" alla verità di "Non-B implica non-A ", e viceversa. È strettamente correlato alla regola di inferenza del modus tollens secondo cui
Errore del parser (SVG (MathML può essere abilitato tramite plug-in del browser): risposta non valida ("Math extension cannot connect to Restbase.") dal server "http://localhost:6011/it.wikipedia.org/v1/":): {\displaystyle (P \to Q) \Leftrightarrow (\neg Q \to \neg P)}
,
dove "{\displaystyle \Leftrightarrow }" è un simbolo metalogica che rappresenta "in una dimostrazione può essere sostituito con".

## Notazione
La regola di trasposizione può essere espressa come un sequente:
{\displaystyle (P\to Q)\vdash (\neg Q\to \neg P)},
dove {\displaystyle \vdash } è un simbolo metalogico che significa che Errore del parser (SVG (MathML può essere abilitato tramite plug-in del browser): risposta non valida ("Math extension cannot connect to Restbase.") dal server "http://localhost:6011/it.wikipedia.org/v1/":): {\displaystyle (\neg Q \to \neg P)}
è una conseguenza sintattica di {\displaystyle (P\to Q)} in qualche sistema logico;
oppure come regola di inferenza:
{\displaystyle {\frac {P\to Q}{\therefore \neg Q\to \neg P}}},
dove la regola è che dovunque "{\displaystyle P\to Q}" appaia nella linea della dimostrazione, esso possa essere sostituito con "{\displaystyle \neg Q\to \neg P}";
o come la proposizione di una funzione di verità tautologica o come un teorema di logica proposizionale. Il principio fu esposto come un teorema di logica proposizionale da Russell e da Whitehead nei Principia Mathematica, enunciato come segue:
{\displaystyle (P\to Q)\to (\neg Q\to \neg P)},
dove {\displaystyle P} e {\displaystyle Q} sono proposizioni espresse in un qualche sistema formale.

## Logica tradizionale

### Forma di trasposizione
Nella proposizione inferita, il conseguente è il contraddittorio dell'antecedente della proposizione originaria, e l'antecedente della proposizione inferita è il contraddittorio del conseguente della proposizione originaria. Il simbolo dell'implicazione materiale indica la proposizione come una forma ipotetica, o la forma "se-allora", ad esempio "Se P, allora Q".
L'affermazione bicondizionale della regola di trasposizione (↔) si riferisce alla relazione tra proposizioni ipotetiche (→) , con ciascuna proposizione che include un termine antecedente e uno conseguente. Per una questione di inferenza logica, trasporre o convertire i termini di una proposizione richiede l'inversione dei termini delle proposizioni su entrambi i lati della relazione bicondizionale. In altre parole, per trasporre o convertire (P → Q) in (Q → P) è necessario che l'altra proposizione (~Q → ~P), sia trasposta o convertita in (~P → ~Q). Diversamente, convertire i termini di una proposizione e non dell'altra annulla la regola, in quanto viola la condizione sufficiente e la condizione necessaria dei termini delle proposizioni, ove la violazione sia che la proposizione mutata commetta l'errore di negare l'antecedente o di affermare il conseguente mediante un'inversione illecita .
La verità della regola di trasposizione dipende dalle relazioni di condizione sufficiente e condizione necessaria nella logica.

### Condizione sufficiente
Nella proposizione "Se P allora Q", l'occorrenza di 'P' è una ragione sufficiente per l'occorrenza di 'Q'. 'P', come individuo o classe, implica materialmente 'Q', ma la relazione tra 'Q' e 'P' è tale che la proposizione inversa "Se Q allora P" non sia necessariamente vera e non abbia necessariamente una condizione sufficiente. La regola di inferenza per la condizione sufficiente è il modus ponens, che è un argomento per l'implicazione condizionale:
1. Premessa (1): Se P, allora Q
2. Premessa (2): P
3. Conclusione: quindi, Q.

### Condizione necessaria
Non essendo valido il contrario della premessa (1), tutto ciò che si può affermare della relazione di 'P' e 'Q' è che in assenza di 'Q', 'P' non si verifica, il che significa che 'Q' è la condizione necessaria per 'P'. La regola di inferenza per la condizione necessaria è il modus tollens:
1. Premessa (1): Se P, allora Q
2. Premessa (2): non Q
3. Conclusione: quindi, non P.

### Esempio di necessità e sufficienza
Un esempio tradizionalmente usato dai logici per confutare le condizioni sufficienti e necessarie è l'affermazione "Se c'è fuoco, allora è presente ossigeno" (P->Q). Un ambiente ossigenato è necessario per il fuoco o la combustione, ma il semplice fatto che vi sia un ambiente ossigenato non significa necessariamente che si stia verificando un incendio o una combustione (Q->P). Mentre si può dedurre che il fuoco determina la presenza di ossigeno, dalla presenza di ossigeno non si può dedurre il contrario "Se è presente ossigeno, allora è presente il fuoco". Tutto ciò che si può dedurre dalla proposizione originale è che "Se l'ossigeno non è presente, allora non può esserci fuoco" (non-Q -> non-P).

### Relazione di proposizioni
Il simbolo del bicondizionale ("↔") indica che la relazione tra le proposizioni è sia necessaria che sufficiente, ed si legge come "se e solo se", o, secondo l'esempio "Se P allora Q 'se e solo se' non-Q allora non-P".
Le condizioni necessarie e sufficienti possono essere spiegate per analogia nei termini dei concetti e delle regole di inferenza immediata della logica tradizionale. Nella proposizione categoriale "Ogni S è P", si dice che il termine soggetto "S" è distribuito, cioè tutti i membri della sua classe sono esauriti nella sua espressione nel predicato P. Al contrario, non si può dire che il termine predicativo 'P' sia distribuito, o esaurito nella sua espressione nel soggetto S, perché è indeterminato se ogni istanza di un membro di 'P' come classe sia anche un membro di 'S' come classe. Tutto ciò che si può validamente dedurre è che "Qualche P è S". Pertanto, la proposizione di tipo "A" "Ogni P è S" non può essere dedotta mediante inversione dalla proposizione di tipo "A" originale "Ogni S è P". Tutto ciò che si può dedurre è la proposizione di tipo "A" "Ogni non-P è non-S" (notare che (P → Q) e (~Q → ~P) sono entrambe proposizioni di tipo "A"). Ad esempio, dal punto di vista grammaticale, non si può dedurre che "tutti i mortali sono uomini" dal fatto che "Tutti gli uomini sono mortali". Una proposizione di tipo "A" può essere dedotta immediatamente dall'inversione solo quando sia il soggetto che il predicato sono distribuiti, come nell'inferenza "Tutti gli scapoli sono uomini non sposati" che viene dedotto da "Tutti gli uomini non sposati sono scapoli": ogni istanza di un uomo "non sposato" è un'istanza di un uomo "scapolo".

### La trasposizione e il metodo della contrapposizione
Nella logica tradizionale il processo argomentativo di trasposizione come regola di inferenza viene applicato alle proposizioni categoriali attraverso la contrapposizione e l'obversione, una serie di inferenze immediate in cui la regola dell'obversione viene prima applicata alla proposizione categoriale originale "Ogni S è P"; producendo l'obversione "Nessun S è non-P". Nell'obversione della proposizione originale a una proposizione di tipo "E", entrambi i termini vengono distribuiti. L'obversione viene quindi convertita, risultando in "Nessun non-P è S", che preserva la distribuzione di entrambi i termini. Il Nessun non-P è S" subisce una seconda obversione, risultando nel [contropositivo] "Ogni non-P è non-S". Poiché nulla è detto nella definizione di contrapposizione riguardo al predicato della proposizione inferita, è ammissibile che possa essere il soggetto originale o il suo contraddittorio, e il termine predicativo della proposizione di tipo "A" risultante è di nuovo non distribuito. Ciò si traduce in due contrapposti, uno dove è distribuito il termine predicativo, e l'altro dove il termine predicativo è non distribuito.

### Differenze tra trasposizione e contrapposizione
Si noti che il metodo di trasposizione e di contrapposizione non devono essere confusi. La contrapposizione è un tipo di inferenza immediata in cui da una data proposizione categoriale si deduce un'altra proposizione categoriale che ha come soggetto il contraddittorio del predicato originario. Poiché nulla è detto nella definizione di contrapposizione riguardo al predicato della proposizione inferita, è lecito che il predicato possa essere il soggetto originario o il suo contraddittorio.
Ciò è in contraddizione con la forma delle proposizioni trasposte, che possono essere un'implicazione materiale o un'affermazione ipotetica. La differenza è che nella sua applicazione a proposizioni categoriali il risultato della contrapposizione sono due contrapposte, di cui ciascuna è l'inverso dell'altra, cioè "Nessun non-P è S" diventa "Ogni non-P è non-S". La distinzione tra i due contrapposti è assorbita ed eliminata nel principio di trasposizione, che presuppone le "inferenze mediate" della contrapposizione ed è indicato anche come "legge della contrapposizione".
La differenza è più evidente nell'universale affermativa: nella contrapposizione "Ogni S è P" diventa "Nessun S è non-P"; nella trasposizione {\displaystyle (P\to Q)\Leftrightarrow (\neg Q\to \neg P)}, cioè oltre a negare sia il soggetto che il predicato, si inverte la loro posizione ({\displaystyle \neg Q\to \neg P}).

## Dimostrazione
Si riporta di seguito la dimostrazione nella logica matematica:
| Proposizione | Derivazione            |
| --- | ---------------------- |
| Errore del parser (SVG (MathML può essere abilitato tramite plug-in del browser): risposta non valida ("Math extension cannot connect to Restbase.") dal server "http://localhost:6011/it.wikipedia.org/v1/":): {\displaystyle P\rightarrow Q} | Dato                   |
| {\displaystyle \neg P\lor Q} | Implicazione materiae  |
| {\displaystyle Q\lor \neg P} | Commutatività          |
| {\displaystyle \neg \neg Q\lor \neg P} | Doppia negazione       |
| {\displaystyle \neg Q\rightarrow \neg P} | Implicazione materiale |

### Nei sistemi del calcolo proposizionale classico
Nei sistemi deduttivi di logica proposizionale di tipo hilbertiano, solo un lato della trasposizione è assunto come assioma, mentre l'altro è un teorema. Si descrive di seguito una dimostrazione di questo teorema nel sistema di tre assiomi proposto da Jan Łukasiewicz:
A1. {\displaystyle \phi \to \left(\psi \to \phi \right)}
A2. {\displaystyle \left(\phi \to \left(\psi \rightarrow \xi \right)\right)\to \left(\left(\phi \to \psi \right)\to \left(\phi \to \xi \right)\right)}
A3. {\displaystyle \left(\lnot \phi \to \lnot \psi \right)\to \left(\psi \to \phi \right)}
(A3) fornisce già una delle direzioni della trasposizione. L’altro lato fornisce l’altra direzione, {\displaystyle (\psi \to \phi )\to (\neg \phi \to \neg \psi )}, se è dimostrato di seguito, usando alcuni utili lemmi validi nei sistemi di Hilbert:
(DN1) {\displaystyle \neg \neg p\to p} - Doppia negazione (una direzione)
(DN2) {\displaystyle p\to \neg \neg p} - Doppia negazione (un'altra direzione)
(HS1) {\displaystyle (q\to r)\to ((p\to q)\to (p\to r))} - una forma di sillogismo ipotetico
(HS2) Errore del parser (SVG (MathML può essere abilitato tramite plug-in del browser): risposta non valida ("Math extension cannot connect to Restbase.") dal server "http://localhost:6011/it.wikipedia.org/v1/":): {\displaystyle (p \to q) \to ((q \to r) \to (p \to r))}
 - un'altra forma di sillogismo ipotetico
In questa sede, si utilizza anche il metodo del metateorema del sillogismo ipotetico come scorciatoia per diversi passaggi di dimostrazione.
La dimostrazione è la seguente:
(1) Errore del parser (SVG (MathML può essere abilitato tramite plug-in del browser): risposta non valida ("Math extension cannot connect to Restbase.") dal server "http://localhost:6011/it.wikipedia.org/v1/":): {\displaystyle  q \to \neg\neg q }
       (istanza della (DN2))
(2) {\displaystyle (q\to \neg \neg q)\to ((p\to q)\to (p\to \neg \neg q))}       (istanza della (HS1))
(3) {\displaystyle (p\to q)\to (p\to \neg \neg q)}       (dalla (1) e dalla (2) mediante il modus ponens)
(4) {\displaystyle \neg \neg p\to p}       (istanza della (DN1))
(5) Errore del parser (SVG (MathML può essere abilitato tramite plug-in del browser): risposta non valida ("Math extension cannot connect to Restbase.") dal server "http://localhost:6011/it.wikipedia.org/v1/":): {\displaystyle  (\neg\neg p \to p) \to ((p \to \neg\neg q) \to (\neg\neg p \to  \neg\neg q)) }
       (istanza della (HS2))
(6) Errore del parser (SVG (MathML può essere abilitato tramite plug-in del browser): risposta non valida ("Math extension cannot connect to Restbase.") dal server "http://localhost:6011/it.wikipedia.org/v1/":): {\displaystyle  (p \to \neg\neg q) \to (\neg\neg p \to  \neg\neg q) }
       (dalla (4) e dalla (5) mediante il modus ponens)
(7) {\displaystyle (p\to q)\to (\neg \neg p\to \neg \neg q)}       (dalla (3) e dalla (6) usando il metateorema del sillogismo ipotetico)
(8) {\displaystyle (\neg \neg p\to \neg \neg q)\to (\neg q\to \neg p)}       (istanza di (A3))
(9) Errore del parser (SVG (MathML può essere abilitato tramite plug-in del browser): risposta non valida ("Math extension cannot connect to Restbase.") dal server "http://localhost:6011/it.wikipedia.org/v1/":): {\displaystyle  (p \to q) \to (\neg q \to \neg p) }
       (dalla (7) e dalla (8) usando il metateorema del sillogismo ipotetico).